# Bob White Covered Bridge
Bob White Covered Bridge, även känd som Lower Covered Bridge eller Woolwine Covered Bridge, var en countyägd träbro som sträckte sig över Smith River i Patrick County, Virginia, USA. Den var belägen på den gamla delen av Bob White Road (SR 869) utanför State Route 8 sydost om samhället Woolwine, cirka 21 km norr om Stuart. 
Bron byggdes 1921. Den var 24 meter lång och hade två spann. Bob White Covered Bridge noterades på National Register of Historic Places den 22 maj 1973. Den var en av två historiska täckta broar som fanns kvar i Patrick County. Den underhölls av styrelsen för Patrick County. Bron sköljdes bort och förstördes vid stora översvämningar den 29 september 2015 och togs därefter bort från det nationella registret 2017.

## Historia
Bob White Covered Bridge konstruerades av Walter G. Weaver från Woolwine. Bron var uppkallad efter det tidigare Bob White Post Office, som i sin tur fick sitt namn efter vitstrupiga vaktlar (northern bobwhite) som finns i området. Bron fungerade som tillfartsväg till Smith River Church of the Brethren, som ligger på södra sidan av floden. Bron övergick västerut i en betongbro år 1981. Även om den var stängd för biltrafik lockade Bob White Covered Bridge fortfarande många besökare. Bron var platsen för årliga hästdragna åkattraktioner som en del av Patrick County Covered Bridge Festival som hölls varje juni.